# Isukasiagruvan
Isukasiagruvan är ett diskuterat järnmalmsgruveprojekt i Qeqqata kommun på västra Grönland, ungefär 150 kilometer nordöst om Nuuk och nära glaciärkanten.
Järnmalmsfyndigheten, med en järnhalt på 70 %, planeras brytas i ett dagbrott. I projektet ingår också en utskeppningshamn i den året runt isfria Nuukfjorden,  transport av sligen mellan gruva och hamn i en 105 kilometer lång pipeline, flygplats och en 103 kilometer lång väg till kusten. Gruvan har tänkts producera 15 miljoner ton järnmalm per år under 15 års tid.
Koncessionshavare för mineralbrytningen var London Mining Greenland A/S, vilket grundades av det New Jerseybaserade London Mining, vars huvudverksamhet var järngruvan i Sierra Leone. Projektet startades 2011, men bygget hann aldrig påbörjas. Företaget gick i konkurs hösten 2014 och avnoterades från Londonbörsen. Dotterbolaget London Mining Grönland A/S köptes vid årsskiftet 2014/2015 av det privata kinesiska investerings- och importföretaget General Nice Development. Gruvprojektets fortsatta utveckling var 2015 osäker och i november 2021 fråntog de grönländska myndigheterna det kinesiska bolagets exploateringstillstånd.
Järnmalmspriserna och en del andra råvarupriser steg kraftigt fram till cirka 2010, vilket skapade intresse för att utveckla orörda fyndigheter, såsom den svenska Kaunisvaaragruvan. Men de nya gruvorna och minskad efterfrågan från byggprojekt på grund av de höga priserna fick järnmalmspriserna att rasa kraftigt 2013-2014 och de har sedan varit stabila på en betydligt lägre nivå. Detta har fått i varje fall projektet med Isukasiagruvan att ligga nere.